# Fernanda López
Fernanda López (Bogotá, 4 de noviembre de 1981) es el nombre artístico de Luisa Fernanda López Jiménez, una actriz de nacionalidad colombo-mexicana.

## Biografía
Nació en Bogotá, Colombia, donde terminó sus estudios y descubrió su pasión por la actuación. Actuó desde muy pequeña en varios comerciales de su país y también actuó en numerosas obras de teatro. 
En 2002, llega a México, decidida a ser una estrella. Un año más tarde hace su debut en la televisión con el programa Mujer, casos de la vida real, dirigido por Silvia Pinal, donde actuó unos 6 episodios en 2003.
En 2006, hace una aparición en la telenovela Código postal.
En 2007 participa en la película Violentos recuerdos. Poco después participa en la serie El Pantera, donde aparece en 11 episodios y actuó a lado de Luis Roberto Guzmán, Ignacio López Tarso, Raúl Padilla "Chóforo" e Irán Castillo.
Ese mismo año realiza una participación especial en la serie de comedia "Vecinos", donde actúa al lado de Mayrín Villanueva, Eduardo España, Macaria, Polo Ortín y Ana Bertha Espín. También llegó como coconductora en el programa Está Cañón.
En 2010, hace un cameo en la telenovela Llena de amor, donde participa con Ariadne Díaz, Valentino Lanús, Azela Robinson, César Évora y Laura Flores.
En noviembre de 2012, estrena su mayor éxito La mujer del Vendaval, donde sería parte del elenco estelar interpretando a Inés. Actúa al lado de Ariadne Díaz, José Ron, María Marcela, Chantal Andere y Alfredo Adame.
Fue más reconocida por ser la presentadora de Está cañón, con Jordi Rosado. En 2014, vuelve a las telenovelas con La sombra del pasado donde interpretó a Mary Lagos, junto a Michelle Renaud, Pablo Lyle, Alexis Ayala  y Alejandra Barros.

## Vida personal
El 2 de agosto de 2014, luego de una larga relación, Fernanda López contrajo matrimonio con el actor Alexis Ayala en una ceremonia íntima celebrada en Acapulco.
En febrero de 2021 Alexis Ayala y Fernanda López se separaron de manera amistosa después de 12 años, tienen una hija en común llamada Roberta.
Actualmente 2025 tiene una relación con José Bonilla.

## Filmografía

### Televisión
| Año       | Título                            | Personaje                         | Canal         |  |
| --------- | --------------------------------- | --------------------------------- | ------------- |  |
| 2020      | Relatos Macabrones                | María                             | Las Estrellas |  |
| 2015-2017 | Como dice el dicho                | Laura                             | Las Estrellas |  |
| 2014-2015 | La sombra del pasado              | María de los Ángeles "Mary" Lagos | Las Estrellas |  |
| 2012-2013 | La mujer del Vendaval             | Inés Bernal                       | Las Estrellas |  |
| 2010-2011 | Llena de amor                     | Begoña Riquelme                   | Las Estrellas |  |
| 2007      | Violentos recuerdos               | Verónica                          | Las Estrellas |  |
| 2007      | Vecinos                           | Karla "La última conquista"       | Las Estrellas |  |
| 2007      | El Pantera                        | Lolet / Fernanda                  | Las Estrellas |  |
| 2007      | [[Esta Cañón con (Yordi Rosado)]] | Coconductora                      | Unicable      |  |

## Programas
| Año       | Título                                     | Personaje    |
| --------- | ------------------------------------------ | ------------ |
| 2021      | Las estrellas bailan en Hoy                | Ella misma   |
| 2019      | 100 mexicanos dijieron                     | Ella misma   |
| 2013      | Clásicos con Fernanda                      | Conductora   |
| 2010-2011 | La Estación                                | Conductora   |
| 2007      | Esta cañon                                 | Coconductora |
| 2005      | Pablo G. del Amo, un montador de ilusiones | Ella misma   |